# Ruta Provincial 2 (Córdoba)
La Ruta Provincial 2 es una carretera argentina de jurisdicción provincial, ubicada en el centro de la provincia de Córdoba. Tiene orientación oeste - este. Su km 0 se encuentra en el km 14 de la RP 6, en la zona este de la ciudad de Río Tercero y finaliza en el límite con la provincia de Santa Fe.
Si bien, a lo largo de su derrotero, existen dos grandes centros urbanos como lo son Río Tercero y Villa María, su uso entre estas ciudades es casi nulo debido a que existe un importante tramo de unos 50 km de tierra (tramo Villa Ascasubi - km 69), que la torna difícil su uso e imposible en temporada de lluvias.
A partir del kilómetro indicado y hasta intersecarse con la Ruta Nacional 158, la ruta posee asfalto, pero en condiciones extremadamente malas, aunque permite su uso durante período de lluvias.
Desde el año 2021, existe un proyecto de asfaltar el tramo entre Pampayasta Sud, y Villa María, pero hacia finales de 2022, aún no había nada concretado. El asfaltado de esta ruta sería de gran importancia ya que permitiría la comunicación fluida entre importantes regiones productivas provinciales y nacionales, desde el punto de vista agrícola, ganadero, turístico, industrial y humano.

Por otro lado, el intenso uso que posee en el tramo entre la Ruta Nacional 158 y la Ruta Nacional 1V09 (dentro de la ciudad de Villa Nueva, por parte de la población local y el tránsito pesado), y donde además se interseca con la Ruta Provincial 4, genera quejas permanentes de los habitantes locales. Esto se debe a que aún a finales de 2022, no se había concretado la obra de Avenida de Circunvalación Oeste, de la ciudad de Villa María, aunque se están realizando las obras correspondientes.

No cuenta con cabinas para el cobro de peaje en ninguna parte de su derrotero y finaliza en el límite con la provincia de Santa Fe, donde se continúa con la RP 65.

## Localidades
A lo largo de su recorrido, esta ruta atraviesa los centros urbanos que se detallan a continuación (los que figuran en itálica, son cabecera de departamento). Entre paréntesis, figuran los datos de población según censo INDEC 2010.
- Departamento Tercero Arriba: Río Tercero (46.800), Pampayasta Sud (1.212).
- Departamento General San Martín: Villa Nueva (19.362), Ana Zumarán (98).
- Departamento Unión: Alto Alegre (817), Cintra (1.205), Chilibroste (614), Noetinger(4.923).
- Departamento Marcos Juárez: Noetinger: (4.923), Saira (812).

## Recorrido
|  | CONTgq | ABZq+lr | CONTfq |

|  | CONTgq | TBHF | CONTfq |

|  |  | tSTRa@g |

|  | CONTgq | tTBHF | CONTfq |

|  |  | tSTR |

|  | GRZq | tSTR+GRZq | GRZq |

|  |  | tSTR |

|  |  | tSTRe-m |

| BAHN | RGCONTgq | SKRZ-GBUE | RGCONTfq |

|  | CONTgq | TBHF | CONTfq |

|  |  | BHF |

|  | CONTgq | TBHF | CONTfq |

|  | WASSERq | WBRÜCKE1 | WASSERq |

| BAHN | RGCONTgq | SKRZ-GBUE | RGCONTfq |

|  | CONTgq | TBHF | CONTfq |

|  | RMCONTgq | SKRZ-Mu | RMCONTfq |

|  |  | STR |

|  | GRZq | STR+GRZq | GRZq |

|  |  | STR |

|  |  | BHF |

|  |  | BHF |

|  | WASSERq | WBRÜCKE1 | WASSERq |

|  | CONTgq | TBHF | CONTfq |

|  |  | BHF |

|  |  | BHF |

|  |  | STR |

|  | GRZq | STR+GRZq | GRZq |

|  |  | STR |

|  |  | TEEaq | CONTfq |

|  |  | BHF |

|  |  | TEEaq | CONTfq |

|  |  | STR |

| GRZq | WASSERq+GRZq | WBRÜCKE1+GRZq | WASSERq+GRZq |

|  |  | CONTf |

## Nota
1. ↑   El kilometraje fue tomado del amojonado en ruta. En caso de ausencia de los mismos, se calculó según información disponible en Internet, o verificación in situ .
2. ↑   Datos oficiales según Dirección de Estadísticas y censos del Gobierno de la Provincia de Córdoba, año 2010 Según datos INDEC